# 전민관
전민관(1990년 10월 19일 ~ )는 대한민국의 축구 선수로, 포지션은 수비수이다.